# Tupiza
Tupiza è un comune (municipio in spagnolo) della Bolivia nella provincia di Sud Chichas del dipartimento di Potosí con 36.754 abitanti (dato 2010).

## Geografia
La città sorge nel sud della Bolivia, lungo le rive del fiume Tupiza. Tupiza è situata a 250 km a sud di Potosí.

## Storia
La città sorge sul territorio anticamente appartenuto al popolo chichas; essa fu fondata tra il 1535 e il 1536 come base di approvvigionamento durante la spedizione in Cile di Diego de Almagro. Secondo un'altra ipotesi la fondazione della città sarebbe avvenuta il 4 giugno 1574 ad opera di Luis de Fuentes y Vargas che successivamente fondò anche la città di Tarija.
Gli attuali territori della provincia di Sud Chichas, di Nor Chichas e la parte orientale della provincia di Sud Lípez appartenevano all'Argentina sino alla proclamazione dell'indipendenza della República de Bolíviar (poi Bolivia) e rimasero contesi sino alla conclusione della Guerra del Pacifico (1879-1884).
Il 7 novembre 1810, a circa 25 km a sud della città fu combattuta la battaglia di Suipacha durante la quale l'esercito costituito dalla Prima Giunta di Buenos Aires e comandato da Juan José Castelli sconfisse per la prima volta le forze filo-spagnole e monarchiche.
Il 25 novembre 1895 il presidente boliviano Mariano Baptista riconobbe ufficialmente a Tupiza lo status di città (es: ciudad), elevandola a capoluogo della provincia di Sud Chichas.
Secondo alcune ricostruzioni, nel 1908 i famosi banditi statunitensi Butch Cassidy e Sundance Kid sarebbero stati uccisi dalle forze armate boliviane (o si sarebbero suicidati per evitare la cattura) nei pressi della città di Tupiza.

## Monumenti e luoghi d'interesse
- Cattedrale di Nostra Signora della Candelaria

## Economia
La città è un importante centro minerario poiché si trova nelle vicinanze delle miniere di Chillcobija ricche di argento, piombo, rame, stagno e zinco.
Il settore turistico ricopre una certa importanza nell'economia cittadina; diversi operatori turistici organizzano viaggi alla presunta tomba di Butch Cassidy e Sundance Kid, inoltre la zona è famosa per le incisioni rupestri e per le particolari formazioni rocciose che caratterizzano tutto il paesaggio della regione.

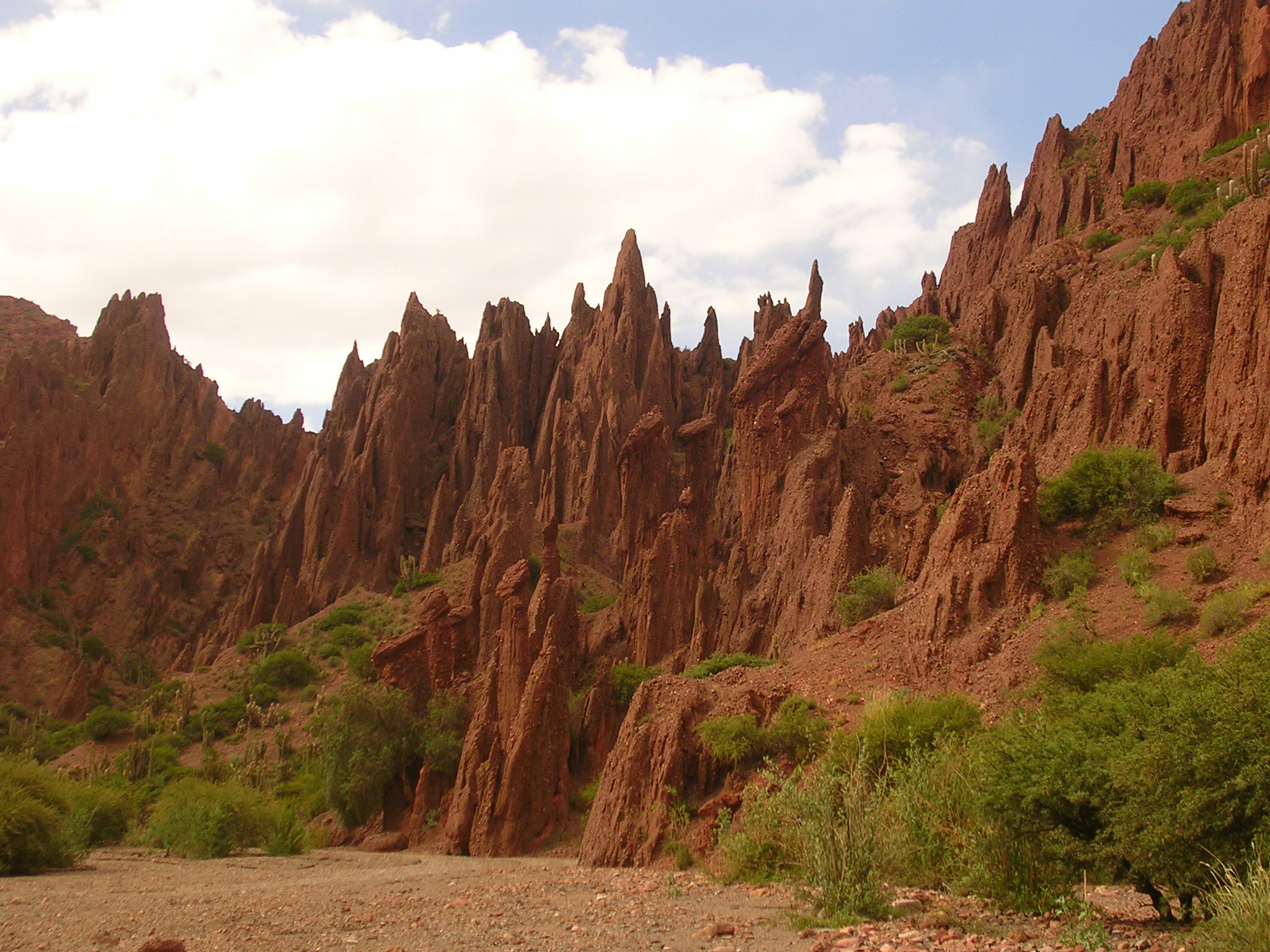
Paesaggio roccioso tipico della zona di Tupiza

## Geografia antropica

### Cantoni
Il comune è suddiviso in 12 cantoni:
- Chillco
- Concepcion
- Esmoraca
- Oploca
- Oro Ingenio
- Quiriza
- Rufino Carrasco
- Soracaya
- Suipacha
- Talina
- Tupiza
- Villa Pacheco

## Infrastrutture e trasporti
Tupiza è situata all'intersezione tra la strada 14 per la frontiera argentina e la strada 21 per Uyuni.